# سليم عون
سليم عون (مواليد 1961 م) هو سياسي لبناني وأحد الأعضاء المؤسسين للتيار الوطني الحر مع الجنرال ميشال عون. وفي الفترة من حزيران/يونيو 2005 إلى حزيران/يونيو 2009، انتخب عضواً مارونياً في زحلة، عَلَى قائِمَة التَّحالُف مع إلياس سكاف. وعاد وانتخب نائباً للتيار الوطني الحر عن دائرة زحلة في الانتخابات النيابية في لبنان في العام 2018. ومن ثم في العام 2022.

## حياته
كانَ سَليم عُضواً في مجلس النواب، وفي كتلة التغيير والإصلاح الواقعة في المعارضة.
وكان يَعمل نائِباً سابِقاً لرَئيس كلية الهندسة اللبنانية. وقد تَعَرض لِلضرب مِن قبل إيلي ماروني في الانتخابات التشريعية عام 2009.